# 大狐蝠
大狐蝠（ Pteropus vampyrus  ）是狐蝠科中的一种生活在东南亚的蝙蝠。大狐蝠只以水果、花蜜和花朵为食。大狐蝠無法回声定位，但视力較好。 大狐蝠於1758年就被卡尔·林奈識別出來 。 其正模標本來自於爪哇岛。 :70